# Seducir a Raquel
Seducir a Raquel (título original: The Rachel Papers) es una película de comedia británica de 1989 dirigida por Damian Harris y protagonizada por Dexter Fletcher, Ione Skye y Jonathan Pryce.
La película está basada en la novela homónima de Martin Amis, que también fue su primera novela.

## Argumento
Charles es el protagonista de esta historia. Es un joven de 19 años que ya tiene muy claros los pasos a seguir para encaminar su vida. Está acabando el instituto y el año siguiente ingresará en la Universidad de Oxford.
Sin embargo, antes de que esto llegue, él tiene el propósito de conocer a una mujer mayor que él, con la que mejorar sentimentalmente. Es entonces cuando Charles conoce a Raquel. Él queda prendado de ella y despliega entonces todas sus dotes de seducción; sin embargo, su vida empieza a ser menos predecible y segura que antes. El joven cuenta con una larga lista de exnovias que sin duda complicarán su asunto con Rachel. Además, su cuñado es un idiota que siempre lo está metiendo en líos, eso sincontar que se entera de que su padre tiene una amante. Parece que la vida no es tan fácil como él pensaba, ni tan maduro para encararla.

## Reparto
| Actor           | Personaje       |
| --------------- | --------------- |
| Dexter Fletcher | Charles Highway |
| Ione Skye       | Rachel Noyce    |
| Jonathan Pryce  | Norman          |
| James Spader    | Deforest        |
| Bill Paterson   | Gordon Highway  |
| Michael Gambon  | Doctor Knowd    |
| Lesley Sharp    | Jenny           |
| Jared Harris    | Geoff           |

## Recepción
Hoy en día la película ha sido valorada en portales cinematográficos y por críticos profesionales. En IMDb, con unos 2200 votos registrados, el filme obtiene una media ponderada de 6,0 sobre 10. En cuanto a Rotten Tomatoes, los más de 1000 votos registrados le dieron allí una valoración media de 3,4 de 5, mientras que los 5 críticos profesionales registrados allí le dan una valoración media de 4 de 10.